# Zorg en Zekerheid Leiden in het seizoen 2010-11
In het seizoen 2010–11 speelde de Nederlandse basketbalclub Zorg en Zekerheid Leiden in de Eredivisie. Ook speelde het team Europees, in de voorrondes van de EuroChallenge maar hierin werd het al snel uitgeschakeld. Wel werd Leiden eerste in de competitie en won het landskampioenschap door in de finale van de play-offs GasTerra Flames te verslaan.

## Team
Na het vorige seizoen, waarin Leiden 5e werd bleven Terry Sas, Monta McGhee en Seamus Boxley bij de club. Coach Toon van Helfteren en assistent-coaches Richard den Os en Raoul Straathof bleven ook bij de club.

## Dutch Basketball League
In de competitie eindigde Leiden op de 1e plek en ook in de Playoffs van het seizoen maakte het team het waar. GasTerra Flames werd met 4–3 verslagen in de Finale.

## NBB-Beker
ZZ Leiden werd in de 4e ronde uitgeschakeld door ABC Amsterdam, dat met 64–54 won in Amsterdam.

## EuroChallenge
|                           |                 |       |                 |                                |
| 29 september 2010 (20:00) | ZZ Leiden       | 65-87 | Pınar Karşıyaka | Topsportcentrum Almere, Almere |
|                           |                 |       |                 |                                |
| 6 oktober 2010            | Pınar Karşıyaka | 77-63 | ZZ Leiden       | Karsiyaka Arena, İzmir         |